# Transmarketing
O transmarketing é a convergência dos objetivos de marketing, relações públicas e planejamento estratégico. Conforme afirma Fortes (1999), os seus objetivos são voltados para a reação que o consumidor tem em relação ao produto ou serviço prestado. Por isso toda organização precisa ter uma boa comunicação e o cumprimento da responsabilidade social da instituição. Além disso, todos os departamentos da empresa devem estar integrados para que não haja confusão de objetivos e procedimentos. 
O mercado hoje oferece oportunidade de mudança de pensamento em algumas áreas, por exemplo, as pequenas e médias empresas que antes não se preocupavam com uma divulgação maior de seu produto ou um relacionamento duradouro com seus clientes, hoje tem essa preocupação e sabem que sem essas atividades seu negócio pode ir à falência. 
O Transmarketing busca em constante o relacionamento da empresa com seus públicos e vice-versa, realizando as trocas no mercado e a relação duradoura com seus públicos. O consumidor muda de atitude assim como os valores os moldam, ele se comporta muitas vezes de forma emotivas, o que leva a concluir que as particularidades dos produtos são importantes na hora da decisão da compra, seria o caso da decisão de optar por um produto biodegradável. 
Pensando em Planejamento Estratégico, é possível dizer que para que o Transmarketing se complete este deve estar presente, pois além de ter princípios iguais valoriza muito o ambiente e suas mudanças. Adotando estratégias é possível atingir de uma forma mais abrangente e competente o consumidor. Os objetivos da empresa devem ser compartilhado por todos, sem essa iniciativa a organização se torna confusa e seu conceito perante seu público se torna negativo. É preciso estar atento ao ambiente tanto externo quanto interno, assim não haverá problemas de desentendimentos e reprovação de conceitos. 